# Comaster schlegelii

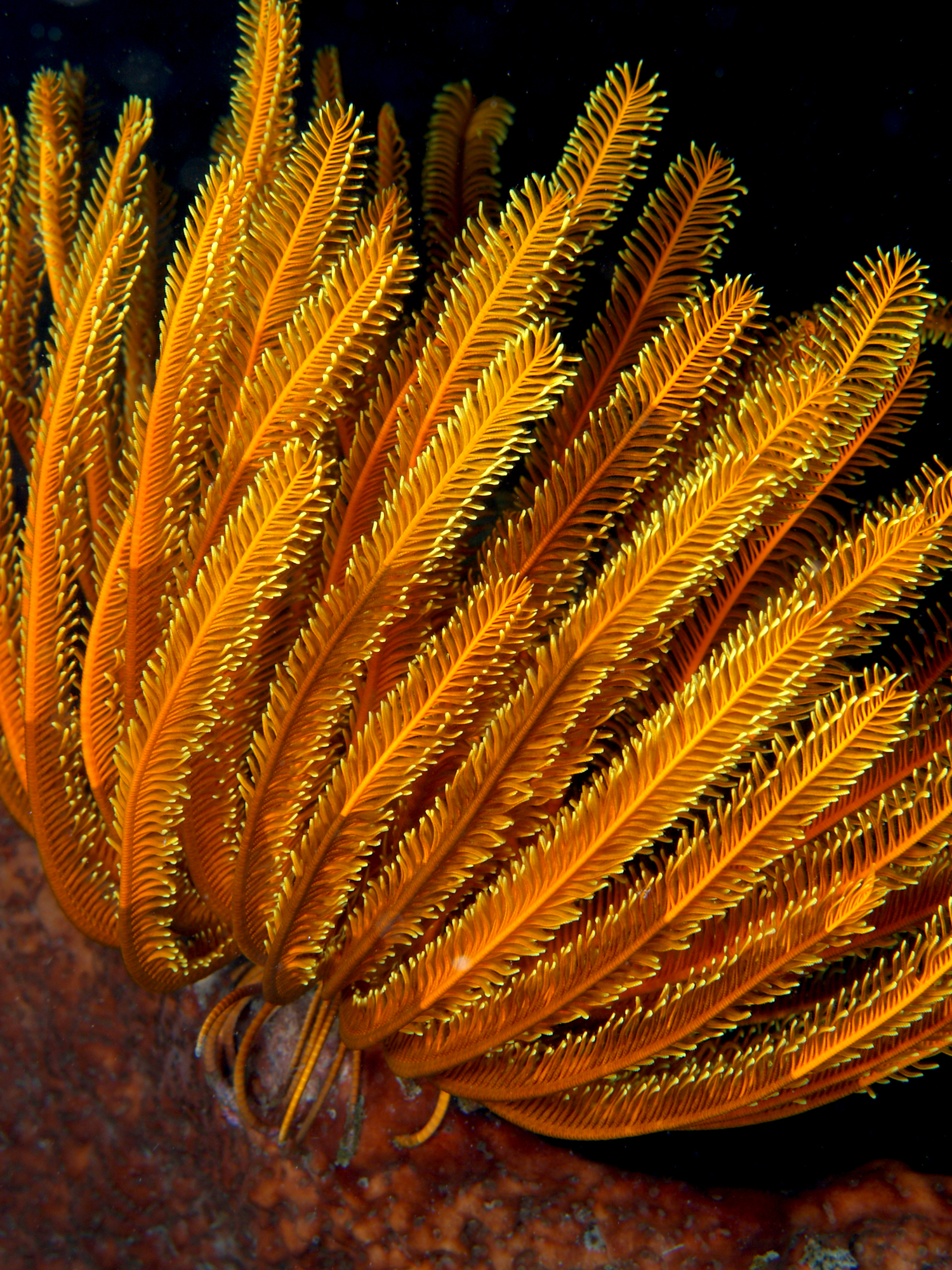

Comaster schlegelii es una especie de lirios de mar de la familia Comasteridae.

## Morfología
Su cuerpo está formado por un disco en forma de cáliz, compuesto de 2 o 3 anillos de placas calcáreas, que alberga en su interior las vísceras del animal. La placa centrodorsal es grande y gruesa. El ano se sitúa en el centro del disco, y la boca, en un lateral. El tegmen, o superficie aboral del disco, tiene una serie de pínnulas alrededor, cuyos segmentos terminales están modificados formando un peine de púas protector.
Tienen entre 10 y 90 brazos, que están pinnulados en un mismo plano, lo que les da la apariencia de plumas, de ahí uno de los nombres comunes de los crinoideos en inglés: featherstar, o estrella de plumas. Estas pínnulas braquiales, con la posible excepción del primer par proximal, tienen dos "dientes" del mismo tamaño aproximadamente. Los brazos se componen de una serie de osículos, o huesecillos articulados, llamados braquiales, además de ligamentos y músculos; y, en su interior cuentan con extensiones de los sistemas nervioso, vascular y reproductivo.
En su parte aboral, o inferior, poseen unos apéndices alargados para anclarse al sustrato, denominados "cirri". Tienen entre 9 y 33, normalmente más de 15, que se componen de entre 11 y 17 segmentos, denominados cirrales.
Como la mayoría de los crinoideos, y muchos géneros del filo Echinodermata, poseen la capacidad de auto-amputarse un brazo, en situaciones de peligro para el animal. A esta facultad de algunos animales se le denomina autotomía, y, en el caso que nos ocupa, se combina con otra capacidad, la de regenerarlo por completo a continuación. Con frecuencia, en sustitución del brazo amputado, desarrollan dos nuevos brazos. Aparte de los brazos, también pueden regenerar los cirri, las pínnulas o el intestino.
Para desplazarse, utilizan, tanto los cirri para "reptar" por el sustrato, como el movimiento sincronizado, y de forma alterna, de sus brazos; que oscilan verticalmente de abajo a arriba, coordinados en tres grupos. 
Presenta una gran variedad de coloraciones, pudiendo ser negro, amarillo, naranja, verde, blanco o marrón; en ocasiones con combinaciones de estos colores, mediante bandas concéntricas en los brazos o las pínnulas en otro color.

## Hábitat y distribución
Se localizan entre 1 y 42 metros de profundidad. Anclados a corales duros, gorgonias o rocas, en laderas de arrecifes, siempre con corrientes. 
Se distribuyen en el océano Índico este, y en el Pacífico oeste, desde la India, golfo de Bengala hasta las Fiyi y desde Japón hasta Australia.

## Alimentación
Son filtradores, y se alimentan mediante unos minúsculos tubos de las pínnulas braquiales, que segregan un mucus para atrapar zooplancton, como foraminíferos, pequeños crustáceos y moluscos, y fitoplancton.

## Reproducción
Son dioicos. Las gónadas se producen en unas pínnulas especializadas de los brazos  La reproducción sexual se produce por fertilización externa. Las larvas doliolarias evolucionan de una simetría bilateral a simetría pentarradial, y poseen un tallo, que pierden al madurar, convirtiéndose en animales de vida libre.